# Ullin
Ullin – wieś w Stanach Zjednoczonych, w stanie Illinois, w hrabstwie Pulaski.